# Bernd Schneider
|  | Per a altres significats, vegeu «Bernd Schneider (futbolista)». |

 Bernd Schneider  (Sankt Ingbert, Saarland, Alemanya, 20 de juliol del 1964) va ser un pilot de curses automobilístiques alemany que va arribar a disputar curses de Fórmula 1.

## A la F1
Bernd Schneider va debutar a la primera cursa de la temporada 1988 (la 39a temporada de la història) del campionat del món de la Fórmula 1, disputant el 3 d'abril del 1988 el GP del Brasil al circuit de Jacarepagua.
Va participar en un total de trenta-quatre curses puntuables pel campionat de la F1, disputades en tres temporades consecutives (temporada 1988 - 1990), aconseguint una dotzena posició com millor classificació en una cursa (en dues ocasions) i no assolí cap punt pel campionat del món de pilots.
Ja fora de la F1 ha guanyat en diverses ocasions el Deutsche Tourenwagen Masters (DTM).

## Resultats a la Fórmula 1
| Any  | Equip                  | Xassís   | Motor    | 1       | 2       | 3       | 4       | 5       | 6         | 7       | 8       | 9       | 10      | 11      | 12      | 13      | 14      | 15      | 16      | Posició | Punts |
| ---- | ---------------------- | -------- | -------- | ------- | ------- | ------- | ------- | ------- | --------- | ------- | ------- | ------- | ------- | ------- | ------- | ------- | ------- | ------- | ------- | ------- | ----- |
| 1988 | West Zakspeed Racing   | Zakspeed | Zakspeed | BRA NVQ | SMR NVQ | MON NVQ | MEX Ret | CAN NVQ | E.USA NVQ | FRA Ret | GBR NVQ | ALE 12  | HUN NVQ | BEL 13  | ITA Ret | POR NVQ | ESP NVQ | JAP Ret | AUS NVQ | -       | 0     |
| 1989 | West Zakspeed Racing   | Zakspeed | Yamaha   | BRA Ret | SMR NVQ | MON NVQ | MEX NVQ | USA NVQ | CAN NVQ   | FRA NVQ | GBR NVQ | ALE NVQ | HUN NVQ | BEL NVQ | ITA NVQ | POR NVQ | ESP NVQ | JAP Ret | AUS NVQ | -       | 0     |
| 1990 | Footwork Arrows Racing | Arrows   | Cosworth | USA 12  | BRA     | SMR     | MON     | CAN     | MEX       | FRA     | GBR     | ALE     | HUN     | BEL     | ITA     | POR     |         |         |         | NC      | 0     |
| 1990 | Footwork Arrows Racing | Arrows   | Cosworth |         |         |         |         |         |           |         |         |         |         |         |         |         | ESP NVQ | JPN     | AUS     | NC      | 0     |

### Resum
| Curses: | Victòries: | Pòdiums: | Poles: | Voltes ràpides: | Punts: |
| ------- | ---------- | -------- | ------ | --------------- | ------ |
| 34 (9)  | 0          | 0        | 0      | 0               | 0      |